# Heinrich Laufenberg
Heinrich Laufenberg, né le 19 janvier 1872 à Cologne et mort le 3 février 1932 à Hambourg, est un historien, un journaliste et un dirigeant communiste allemand représentatif de ce que l'on appelle le national-bolchévisme.

## Biographie
Installé à Hambourg à partir de 1908, il quitte en 1909 le parti du centre, catholique, pour rallier le SPD, socialiste. Le 30 novembre 1918, pendant la Révolution allemande, il est élu président du conseil des ouvriers et des soldats de Hambourg.